# De Lindehof
De Lindehof was een restaurant gevestigd in Nuenen, Nederland. Het restaurant had een Michelinster in de perioden 1992-1995 en 2004-2014. Van 2015 tot aan de sluiting op 1 mei 2025 was het restaurant onderscheiden met twee sterren. Restaurantsgids GaultMillau kende het restaurant 18 van de maximaal 20 punten toe.

## Geschiedenis
Eigenaar en chef-kok van de Lindehof is Soenil Bahadoer. Hij nam het restaurant over op 1 mei 1995. Toenmalig eigenaar Gerard Holtslag verkocht het restaurant na het vertrek van Gerard Wollerich, die sinds 1992 een Michelinster voerde. De Lindehof  is lid van Les Patrons Cuisiniers.
In 2012 deed het restaurant mee aan de "No Waste"-trend. Om te voorkomen dat er vanwege de zomersluiting voedsel weggegooid moest worden, organiseerde het restaurant een zogeheten "kliekjesavond". De gasten konden - per tafel - alleen een verrassingsmenu bestellen, wat de keuken de gelegenheid gaf de gerechten aan te passen aan de resterende voorraad. De avond was een succes en wordt elk jaar daags voor de zomersluiting herhaald.
De eetgelegenheid stond in 2022 op plaats 6 van de 100, in de lijst met beste restaurants van Nederland van culinaire gids Lekker.
In januari 2025 werd bekend dat het restaurant op 1 mei 2025 zal sluiten. Op deze datum is de zaak precies 30 jaar in handen van chef-kok en eigenaar Soenil Bahadoer, waarvan ruim twee decennia met een of meerdere Michelinsterren. In diezelfde periode kondigde chef Soenil Bahadoer aan om in juli 2025 een nieuw restaurant te openen genaamd GEM. De locatie is het poortgebouw van Kasteel Gemert in Eindhoven.

## Sterverloop
- 1992-1995: één ster[9]
- 2004-2014: één ster[10][11][12][13]
- 2015-2025 (sluiting): twee sterren[14][15][16]